# Décès en 1001
Décès
- 997
- 998
- 999
- 1000
- 1001
- 1002
- 1003
- 1004
- 1005

Cette page dresse une liste de personnalités mortes au cours de l'année 1001 :
- Abu ul-Ala Shirazi (en), médecin.
- At-Ta'i, calife abbasside de Bagdad.
- Đinh Phế Đế, dernier empereur de la dynastie Đinh.
- Fujiwara no Teishi, impératrice consort de l'empereur Ichijō du Japon.
- Gerberga II (en), abbesse de Gandersheim.
- Ja'far ibn al-Furat (en).
- Jayapala (en)
- Jean XVI, antipape.
- Cahalan Ó Corcrán (en), religieux irlandais.
- Ziri Ibn Attia, chef berbère originaire des Aurès de la tribu de Maghraoua, puis vizir des Omeyyades.
- Wang Yucheng, poète chinois.

- 7 octobre : Æthelstan (en), évêque d'Elmham.
- 21 décembre : Hugues de Toscane, marquis de Toscane, duc de Spolète et marquis de Camerino.

## Crédit d'auteurs
- Cet article est partiellement ou en totalité issu de l'article intitulé « 1001 » (voir la liste des auteurs).